# 救荒野豌豆
救荒野豌豆（学名：Vicia sativa）是豆科野豌豆属的植物。廣泛分佈于南極洲之外的各個大陸，生长于海拔50米至3,000米的地区，多生长于田边草丛、荒山以及林中，目前已由人工引种栽培。

## 别名
大巢菜（本草纲目）、薇、野豌豆（本草纲目）、野菉豆（植物名实图考）、箭舌野豌豆（华北）、草藤（西北）、山扁豆（河南）、雀雀豆（江苏）、野毛豆（浙江）、马豆（云南）、给希一额布斯（内蒙古）、苕子（四川）。

## 延伸阅读
[在维基数据编辑]
 《植物名實圖考·野豌豆》，出自吳其濬《植物名實圖考》